# Grecja na Zimowych Igrzyskach Olimpijskich 1988
Grecję na Zimowych Igrzyskach Olimpijskich 1988 reprezentowało sześcioro zawodników – pięciu mężczyzn i jedna kobieta, którzy wystartowali w dwóch konkurencjach.
Był to jedenasty start Grecji na zimowych igrzyskach olimpijskich.

## Biegi narciarskie

### Biegi pościgowe

#### Mężczyźni
| Zawodnik           | Konkurencja   | Czas      | Pozycja | Źródło |
| ------------------ | ------------- | --------- | ------- | ------ |
| Christos Titas     | Bieg na 15 km | 49:48.6   | 66.     | [ 1 ]  |
| Tanasis Tsakiris   | Bieg na 15 km | 50:34.4   | 72.     | [ 1 ]  |
| Nikos Anastasiadis | Bieg na 15 km | DNF       | DNF     | [ 1 ]  |
| Christos Titas     | Bieg na 30 km | 1:41:25.7 | 70.     | [ 2 ]  |
| Tanasis Tsakiris   | Bieg na 30 km | 1:43:55.1 | 76.     | [ 2 ]  |
| Nikos Anastasiadis | Bieg na 30 km | 1:50:10.7 | 82.     | [ 2 ]  |

## Narciarstwo alpejskie

### Kobiety
| Zawodnik     | Konkurencja   | 1. przejazd | 1. przejazd | 2. przejazd | 2. przejazd | Czas końcowy     | Pozycja          | Źródło |
| Zawodnik     | Konkurencja   | Czas        | Pozycja     | Czas        | Pozycja     | Czas końcowy     | Pozycja          | Źródło |
| ------------ | ------------- | ----------- | ----------- | ----------- | ----------- | ---------------- | ---------------- | ------ |
| Tomai Lefusi | Supergigant   | DQ          | DQ          | Nie dotyczy | Nie dotyczy | Nieklasyfikowany | Nieklasyfikowany | [ 3 ]  |
| Tomai Lefusi | Slalom Gigant | 1:10.26     | 41.         | DNF         | DNF         | Nieklasyfikowany | Nieklasyfikowany | [ 4 ]  |
| Tomai Lefusi | Slalom        | 1:02.82     | 36.         | 1:04.19     | 25.         | 2:07.01          | 25.              | [ 5 ]  |

### Mężczyźni
| Zawodnik        | Konkurencja   | 1. przejazd | 1. przejazd | 2. przejazd | 2. przejazd | Czas końcowy     | Pozycja          | Źródło |
| Zawodnik        | Konkurencja   | Czas        | Pozycja     | Czas        | Pozycja     | Czas końcowy     | Pozycja          | Źródło |
| --------------- | ------------- | ----------- | ----------- | ----------- | ----------- | ---------------- | ---------------- | ------ |
| Joanis Kapraras | Supergigant   | 2:02.06     | 46.         | Nie dotyczy | Nie dotyczy | 2:02.06          | 46.              | [ 6 ]  |
| Janis Stamatiu  | Slalom Gigant | 1:17.36     | 58.         | 1:15.10     | 48.         | 2:32.46          | 49.              | [ 7 ]  |
| Joanis Kapraras | Slalom Gigant | 1:18.23     | 60.         | 1:14.64     | 50.         | 2:32.87          | 50.              | [ 7 ]  |
| Janis Stamatiu  | Slalom        | DNF         | DNF         | NQ          | NQ          | Nieklasyfikowany | Nieklasyfikowany | [ 8 ]  |
| Joanis Kapraras | Slalom        | DNF         | DNF         | NQ          | NQ          | Nieklasyfikowany | Nieklasyfikowany | [ 8 ]  |

| Zawodnik       | Konkurencja | Zjazd   | Zjazd      | Slalom  | Slalom      | Suma punktów | Pozycja | Źródło |
| Zawodnik       | Konkurencja | Zjazd   | Zjazd      | Czas    | Punkty      | Suma punktów | Pozycja | Źródło |
| Zawodnik       | Konkurencja | Czas    | Punkty     | Czas    | Punkty      | Suma punktów | Pozycja | Źródło |
| -------------- | ----------- | ------- | ---------- | ------- | ----------- | ------------ | ------- | ------ |
| Janis Stamatiu | Kombinacja  | 2:07.51 | 227,5 pkt. | 1:40.13 | 119,91 pkt. | 347,41 pkt.  | 25.     | [ 9 ]  |